# پرامباخ کیرشن
پرامباخ کیرشن (به آلمانی: Prambachkirchen) یک منطقهٔ مسکونی در اتریش است که در ناحیه افردینگ واقع شده‌است. پرامباخ کیرشن ۲۸٫۸ کیلومتر مربع مساحت دارد ۳۷۴ متر بالاتر از سطح دریا واقع شده‌است.